# Cis gladiator
Cis gladiator es una especie de coleóptero de la familia Ciidae.

## Distribución geográfica
Habita en  Alemania.